# Kortbuss
Kortbuss, kortvagn eller småbuss är industribenämningen på tvåaxlade tunga bussar med längden 8-11 meter. Benämningen används också ibland felaktigt på bussar med längden 12-13 meter, dessa bussar kallas för normalbussar eller normalvagnar. 

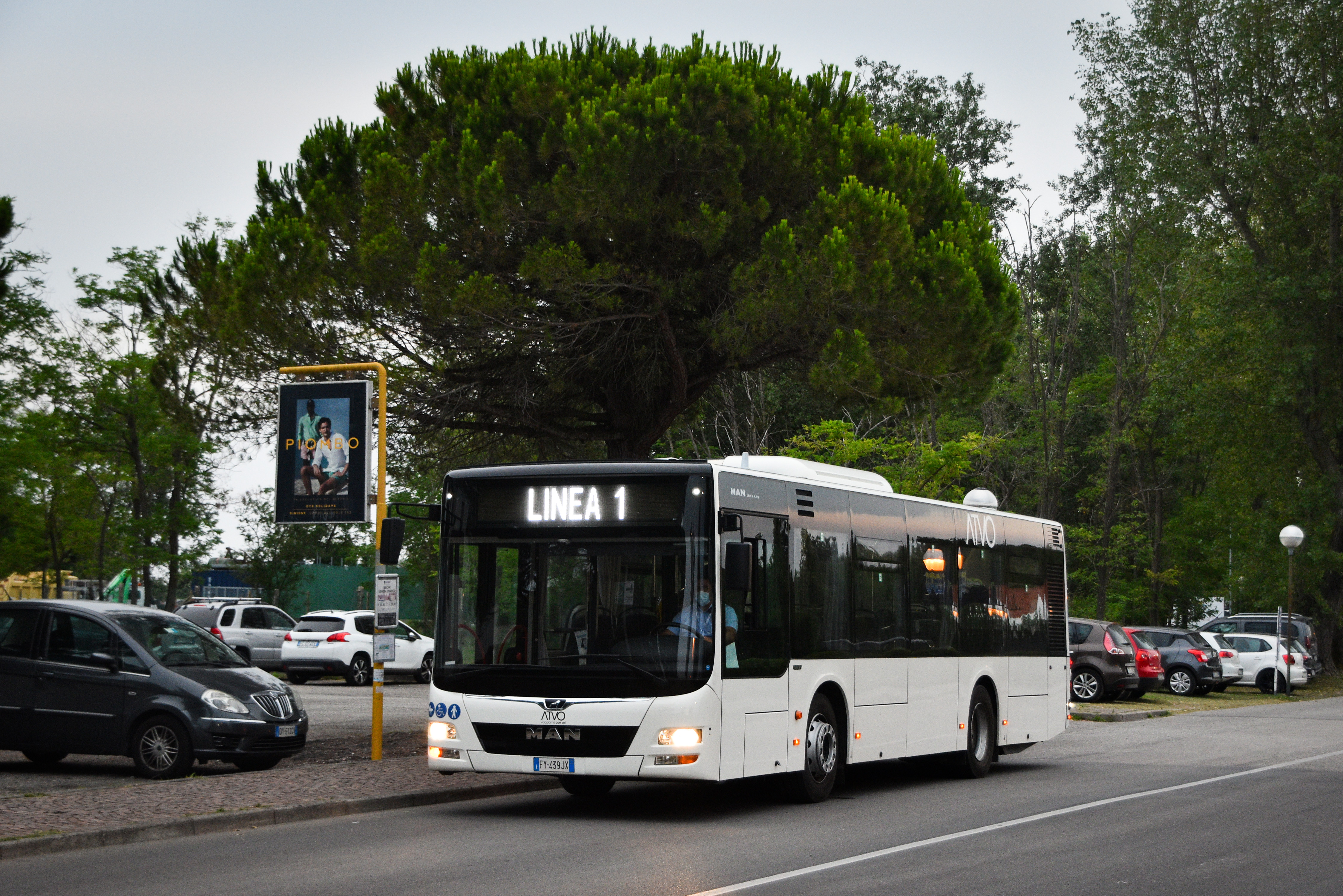
En vanligt förekommande kortvagn är MAN A47 med längden 10,5 meter. Den används bland annat av Storstockholms Lokaltrafik för trafiken på Lidingö.

## Kortvagn
En kortvagn generaliseras genom att den har två hjulaxlar och är upp till 8-11 meter. Är fordonet kortare än 8 meter är det en mellanstor buss och inte en tung buss. Fordonet är oftast konstruerad för stads- eller förortstrafik där ledvagnar anses för svåra att manövrera och för att bära upp till 35-40 personer. 

## Normalvagnar
En normalvagn är lik än kortvagn men är betydligt längre, 12-13 meter. Ibland kallas normalvagnar felaktigt för kortvagnar. Det är inte en benämning som trafikhuvudmän som Skånetrafiken, Västtrafik och Region Stockholm använder för sin regional kollektivtrafik.